# Übigau
Übigau – część miasta Drezna w Saksonii w Niemczech.

## Historia
Najstarsza wzmianka o miejscowości Vbegowe pochodzi z 1324 r.
W latach 1724–1726 na zamówienie królewskiego ministra Jakuba Henryka Flemminga został tu wzniesiony barokowy pałac z ogrodem, zakupiony następnie przez króla Polski Augusta II Mocnego. W 1733 r. pałac odziedziczył król August III Sas, po czym podarował go Aleksandrowi Józefowi Sułkowskiemu, by odkupić go po kilku latach. O roli pałacu przypomina kartusz z herbem Rzeczypospolitej z Orderem Orła Białego, zwieńczony polską koroną królewską, zdobiący fasadę.
W 1903 r. miejscowość włączono w granice Drezna.

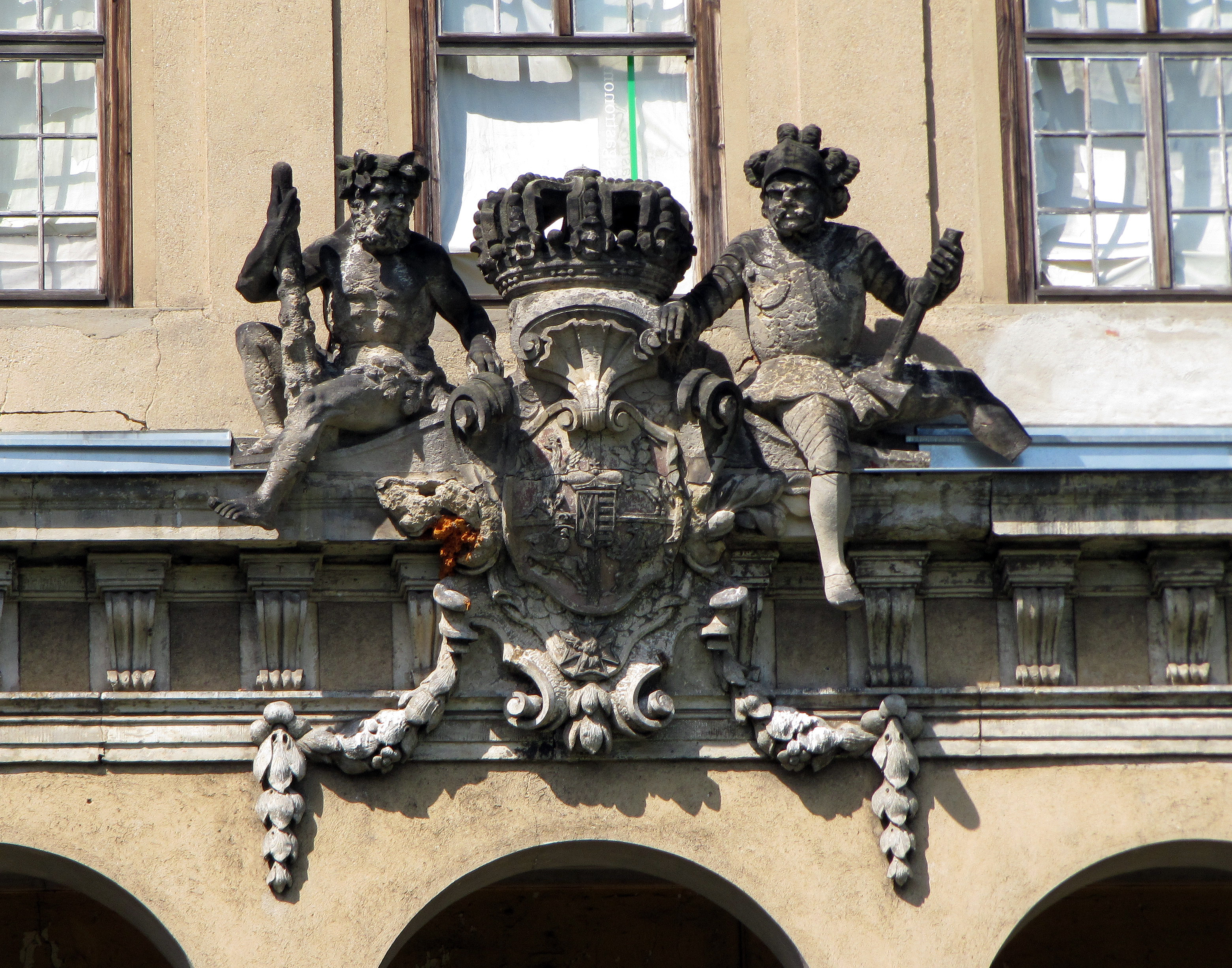
Herb Rzeczypospolitej na fasadzie pałacu